# Basilique Notre-Dame-de-Paradis
La basilique Notre-Dame-de-Paradis est une église catholique située à Hennebont, en France. Elle a le statut de basilique mineure.

## Localisation
L'église est située dans le département français du Morbihan, sur la commune d'Hennebont.

## Historique

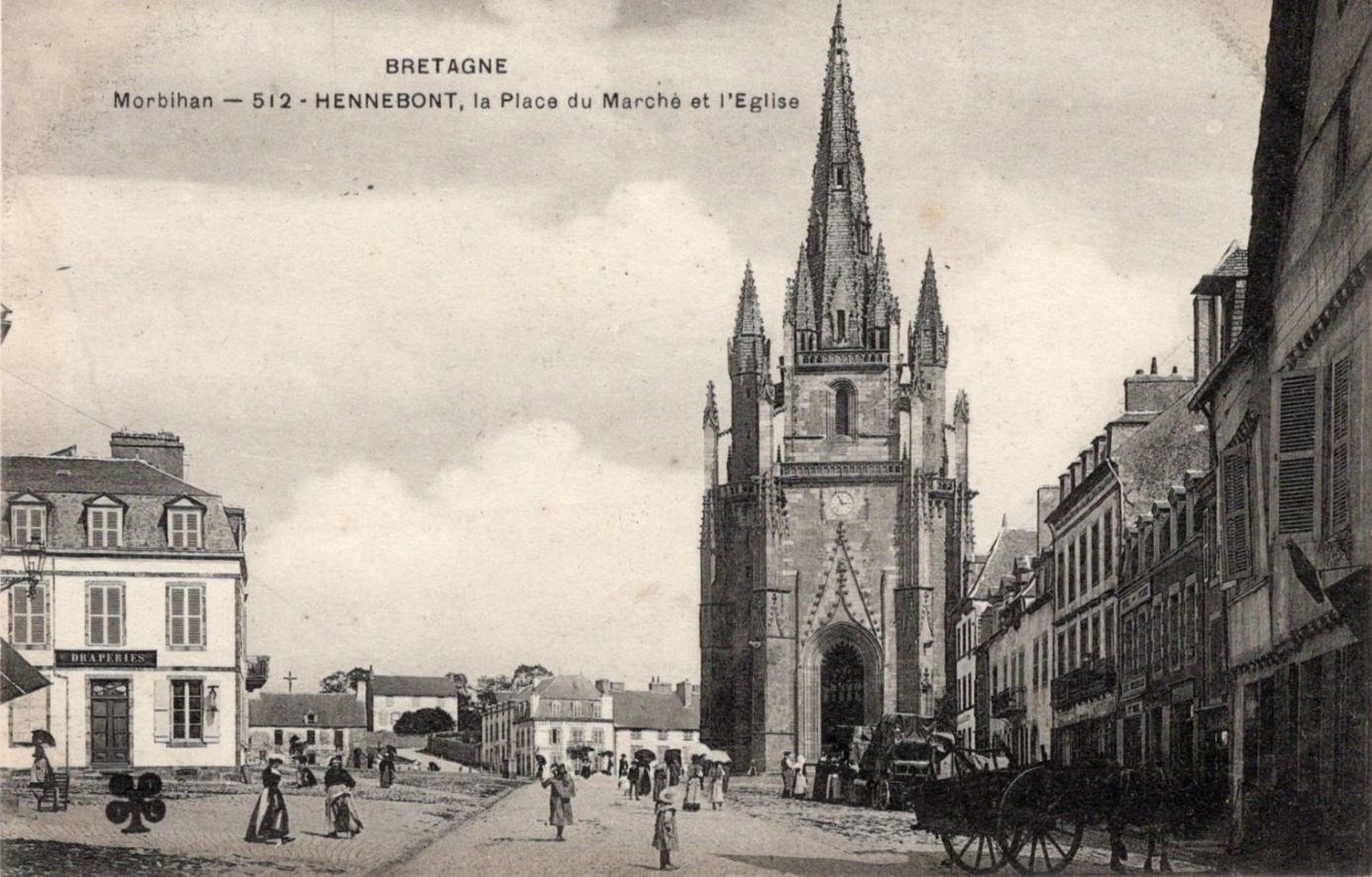
La place du marché et l'église vers 1900.

Le projet d'une chapelle dédiée à Notre-Dame est présenté par François Michart, maréchal-ferrant, en 1513, sur la place du Paradis. La première pierre est posée en 1514 et l'église encore inachevée est consacrée le 19 juin 1524 par Mgr Geoffroy Le Borgne, suppléant du cardinal Lorenzo Pucci, évêque de Vannes. La chapelle sert d'église paroissiale à partir de 1590. 
L'édifice, de style gothique flamboyant, se remarque par la hardiesse de son porche et la richesse de l'ornementation. L'église est classée au titre des monuments historiques par liste de 1862, ses abords le sont par arrêté du 10 août 1939. Elle est élevée au rang de basilique mineure par le pape Pie X le 17 janvier 1913. L'église est miraculeusement épargnée par les bombardements allemands le 6 août 1944 alors qu'une grande partie de la ville est détruite.

## Mobilier
Il y cinq cloches dans la basilique, toutes fondues à la fin du XIXe siècle à Villedieu-les-Poêles[réf. souhaitée], dont :
- Clotilde (1 539 kg), parrainée par Monseigneur Jean-Marie Bécel évêque de Vannes, et la comtesse de Kériadec ;
- Félicie  (1 077 kg), parrainée par le comte Maxence de Polignac et pour marraine la vicomtesse Agathe-Adélaïde de Perrien ;
- Marie (745 kg), parrainée par Adolphe Roger de Locoyarn et Émilienne Pitel ;
- Joséphine (435 kg), parrainée par Louis Kan et Joséphine Le Gal ;
- Rosalie (137 kg).

L'orgue, qui se situe sur la tribune en fond de nef, est sans doute le plus ancien de Bretagne[réf. nécessaire]. 
Il est construit en 1642 par le frère Nicolas de Sainte-Cécile pour la chapelle du couvent des Carmes[réf. nécessaire]. Le buffet est l'œuvre de Jacques Boyvaux-du-Mesnil. L'orgue est transféré en 1652 dans l'église Notre-Dame par Boyvaux-du-Mesnil, qui réalise une tribune neuve pour recevoir l'instrument. Dans les années 1670, l'instrument est restauré, peut-être par Thomas Dallam, dont on sait qu'il a effectué dans la région certains chantiers avec Boyvaux-du-Mesnil. Quelques jeux du style Dallam y sont alors ajoutés. 
En 1854, Jules Heyer, facteur d'orgues originaire de Silésie installé à Quimper depuis 1847, apporte plusieurs modifications dans la composition de l'orgue et ajoute notamment un jeu neuf. En 1956 et 1958, Paul-Marie Koenig et Jean Gobin relèvent l'orgue et effectuent des travaux sur les transmissions. Gobin électrifie, par exemple, la transmission des jeux et des claviers et remplace la console historique par une console moderne. Durant ces travaux, des tuyaux d'origine, très abîmés, sont remplacés par des tuyaux neufs. Ces tuyaux anciens seraient toujours conservés dans la basilique. En 1997, un nouveau relevage est assuré par la manufacture bretonne d'orgues de Nicolas Toussaint (Nantes). La partie instrumentale et le buffet de l'orgue sont classés au titre des monuments historiques respectivement le 24 novembre 1980 et le 23 avril 1981, notamment en raison de la présence de 6 jeux anciens de 1642 et d'un jeu de Jules Heyer.

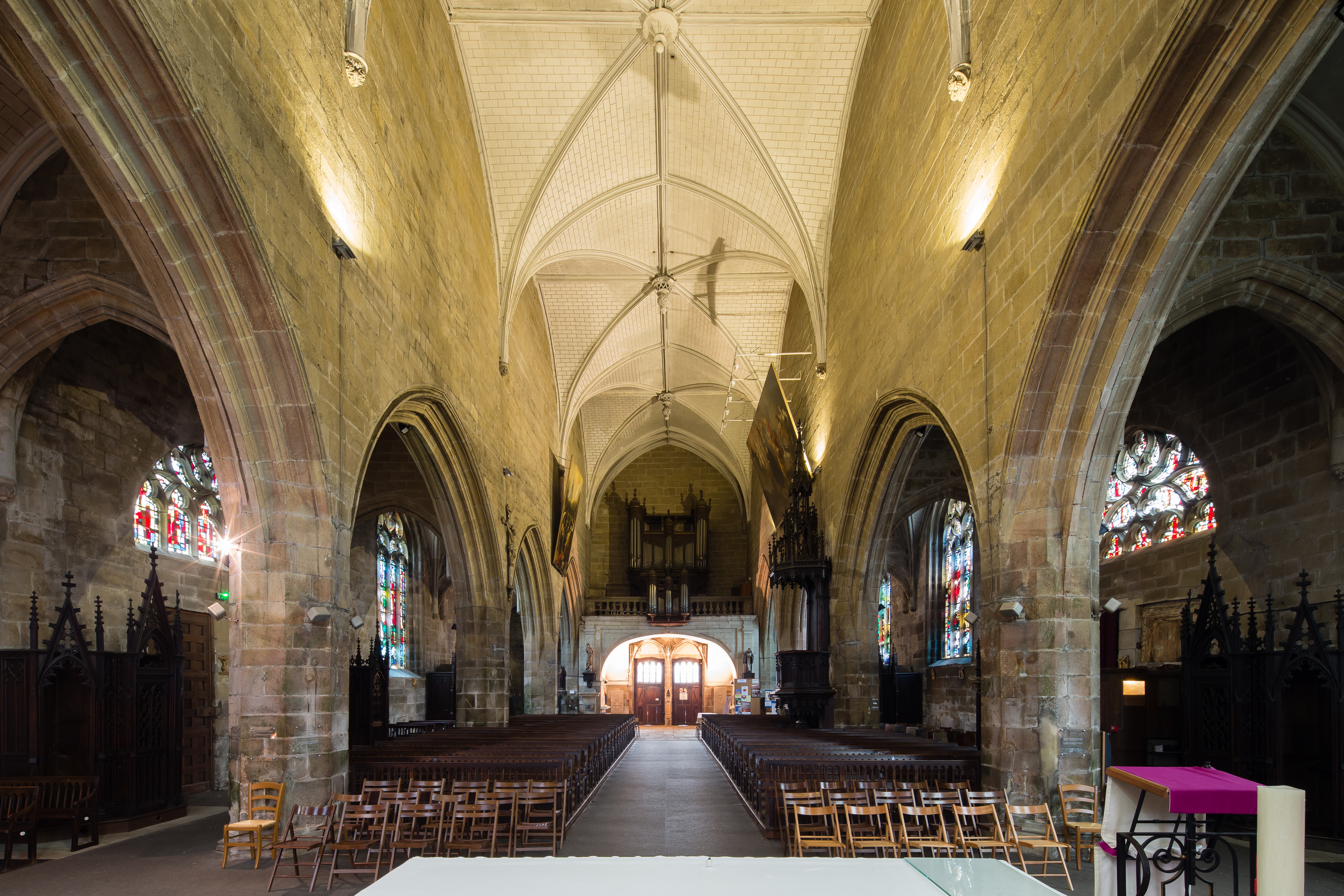
La nef, depuis le chœur.
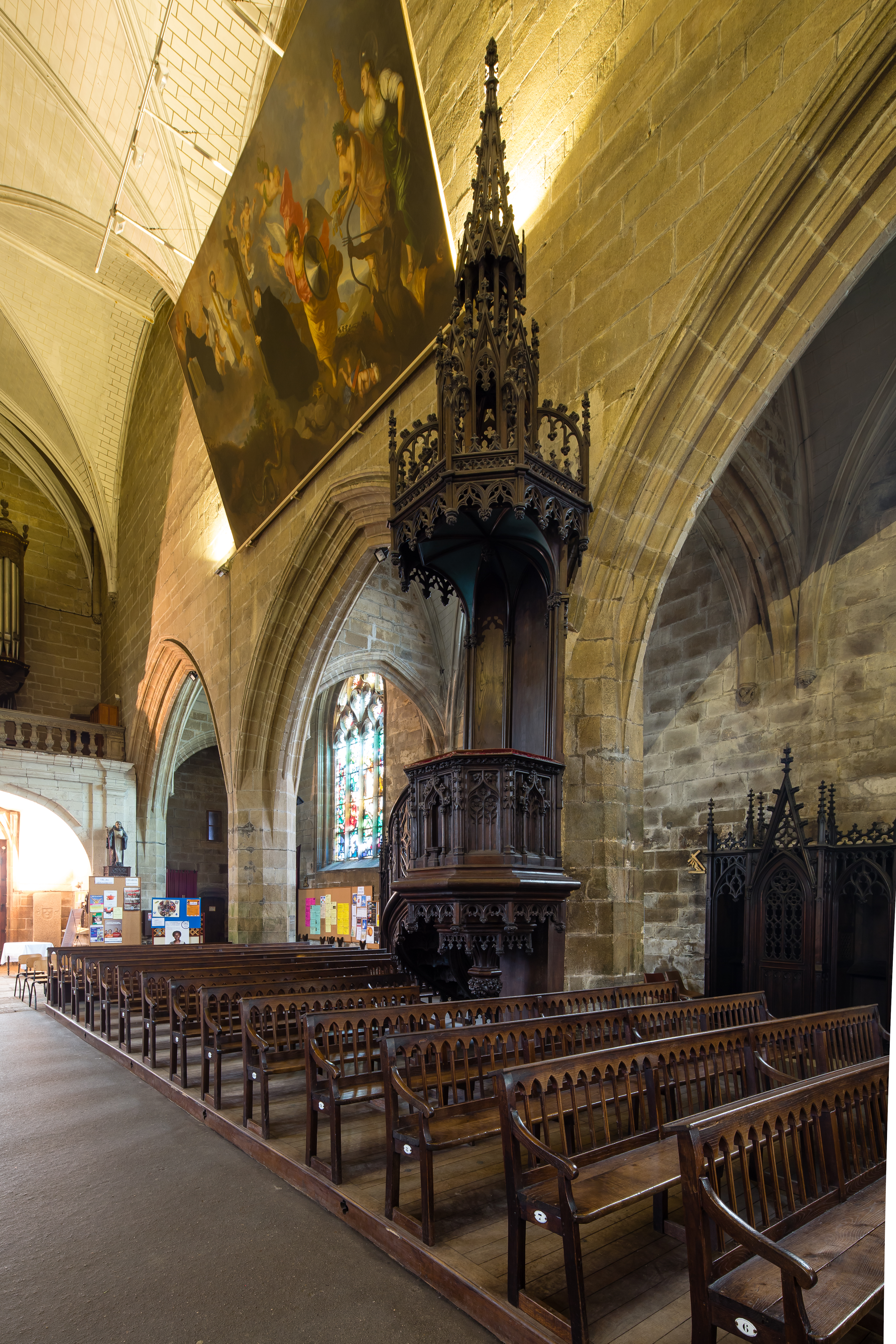
La chaire.
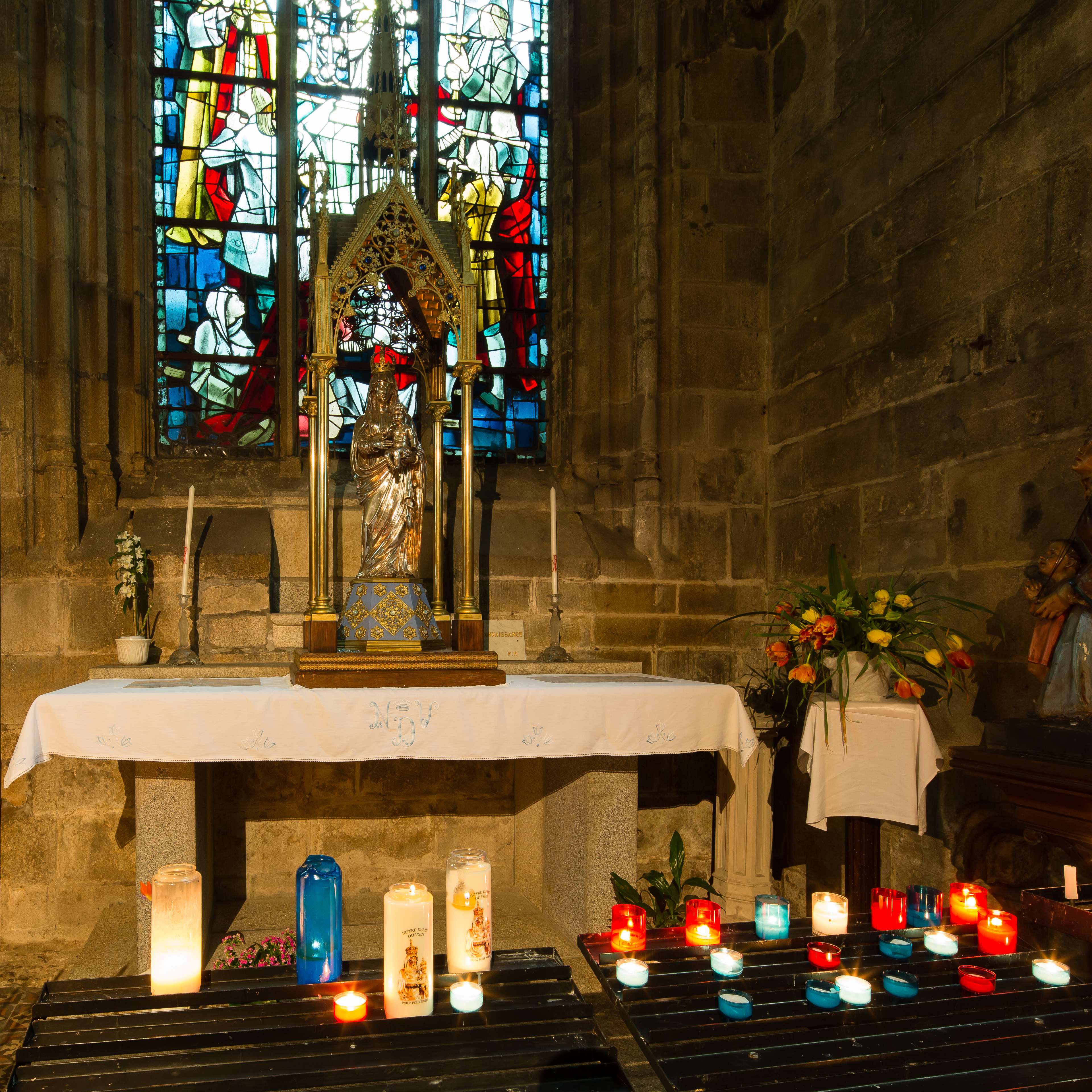
L'autel et la statue de Notre-Dame du Vœu.
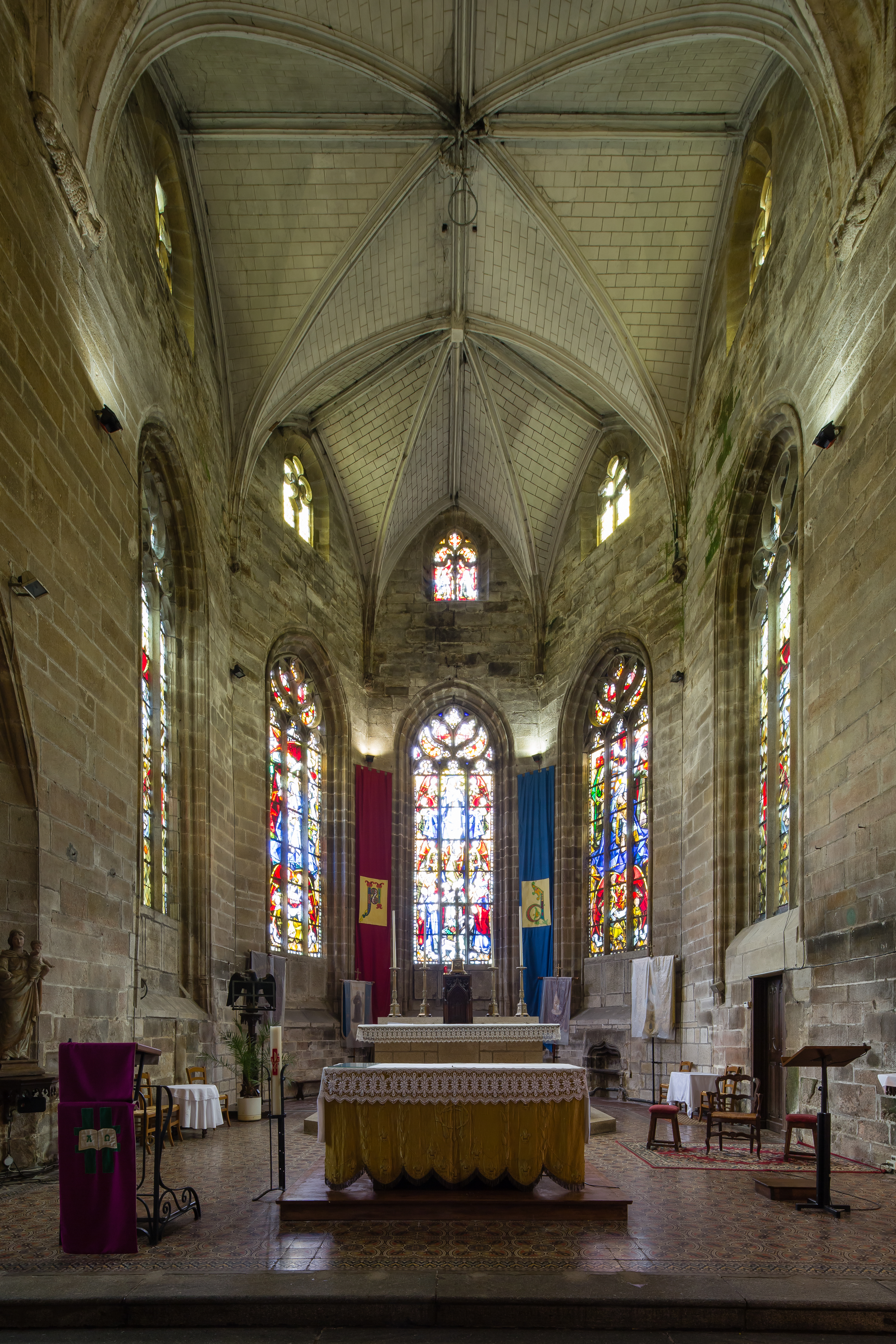
Le chœur et l'abside.

## Représentations artistiques
L'église et la place du marché qui la borde ont fait l'objet de nombreuses lithographies au cours du XIXe siècle. Celles-ci nous donnent de précieux renseignements historiques : évolution du bâti et des tenues vestimentaires, activités des habitants d'Hennebont. Ainsi au milieu du XIXe siècle entre les contreforts nord de la flèche s'élevait une petite habitation à un étage.

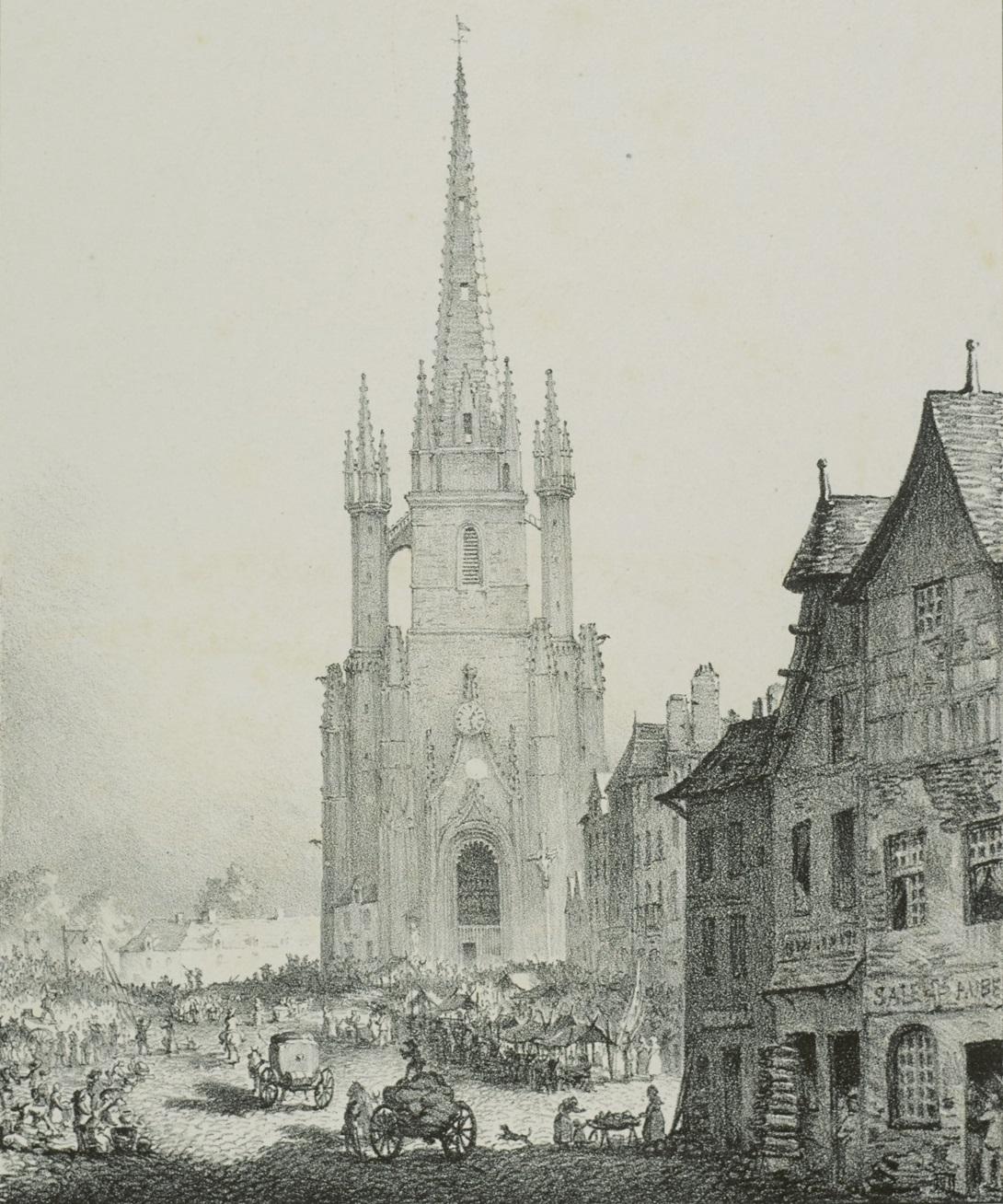
Charles Gousset : l'église et la place du marché vers 1850.
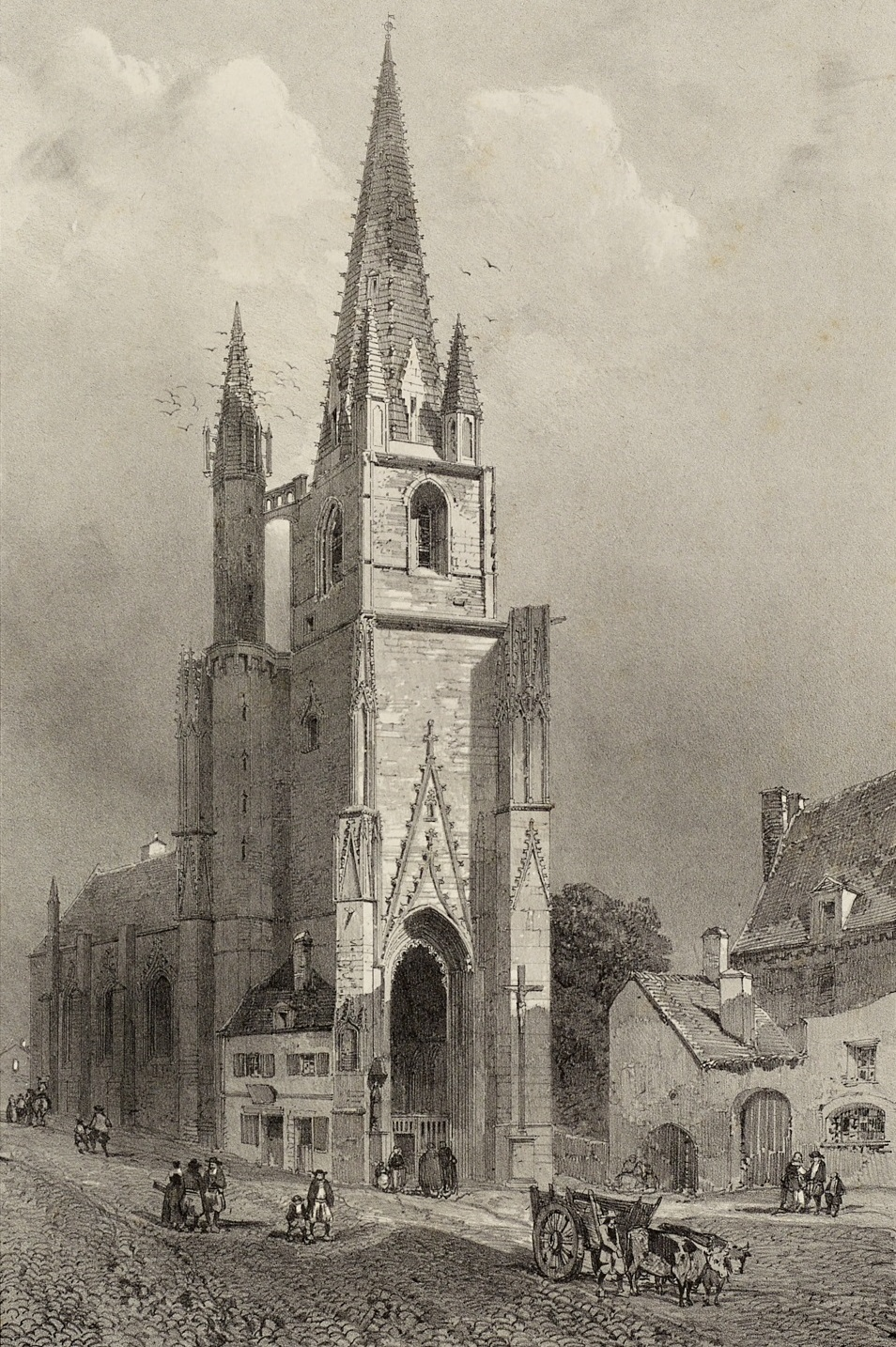
Léon Gaucherel : l'église et ses proches abords vers 1850.
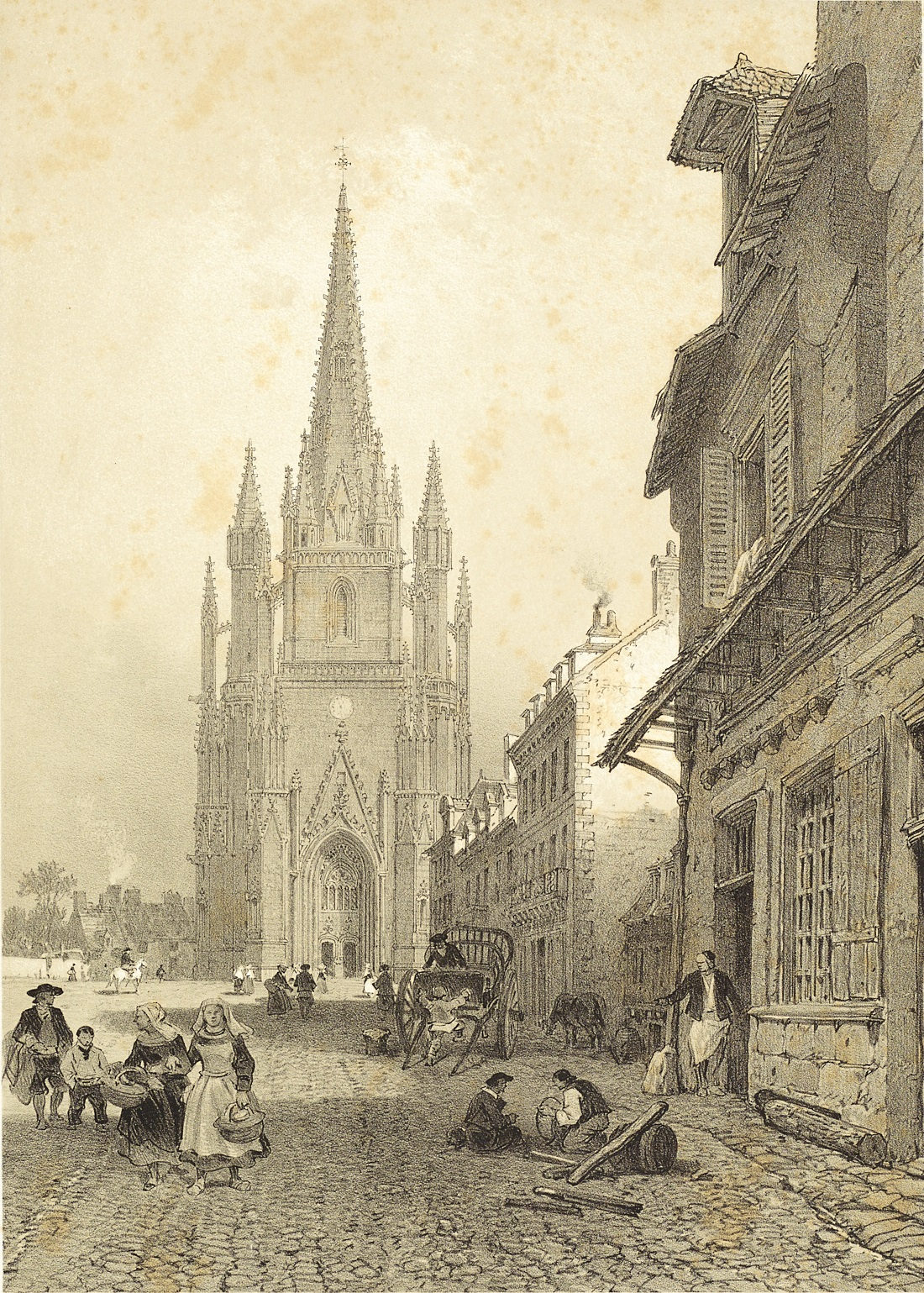
Félix Benoist : la place du marché et l'église vers 1865.